# Athyrma orbana
Athyrma orbana là một loài bướm đêm trong họ Erebidae.